# Mosquée El Borj

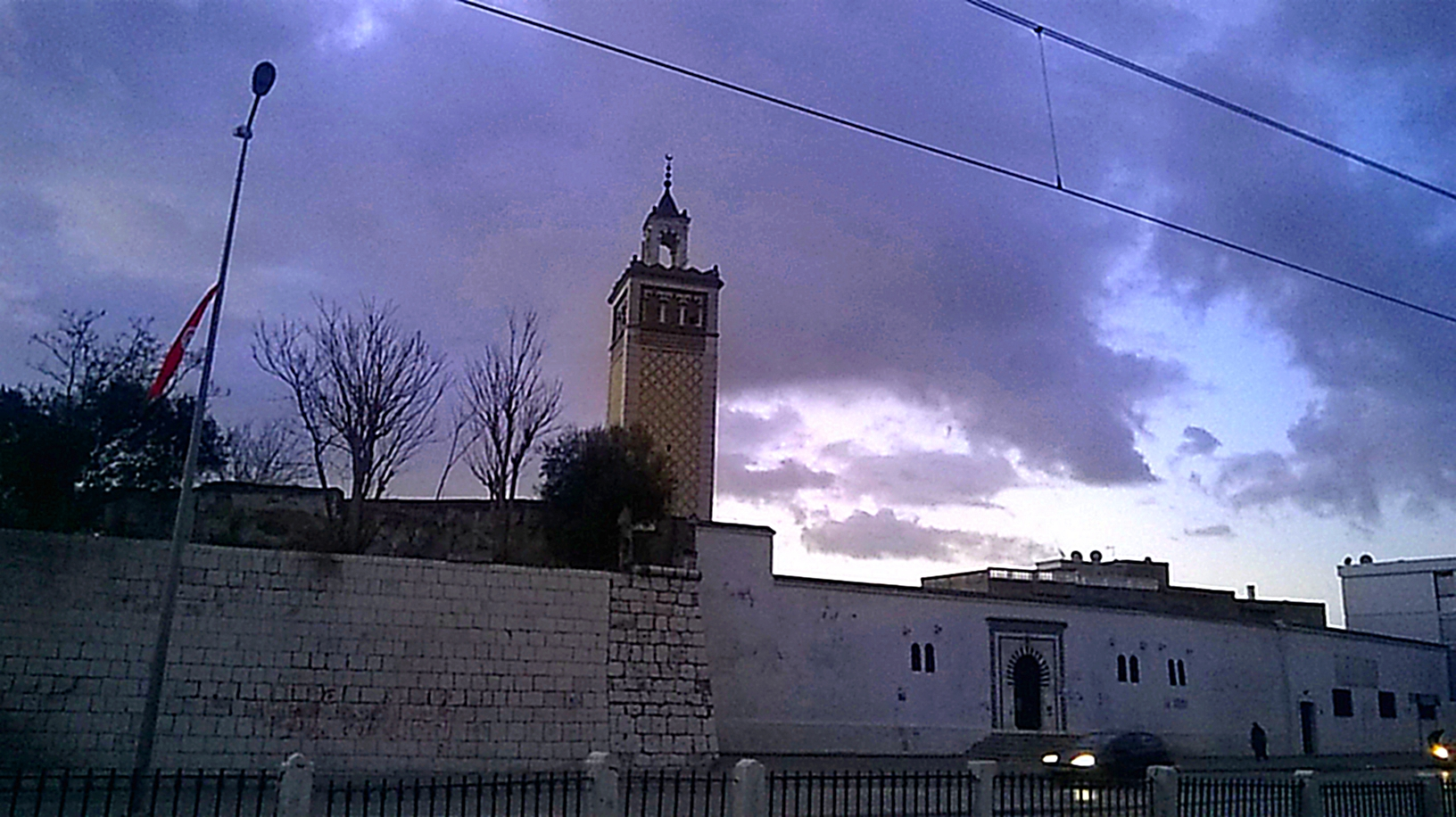
Vue de la mosquée El Borj

La mosquée El Borj (arabe : جامع البرج), également connue comme sous le nom de mosquée Sidi Yahia (arabe : جامع سيدي يحيى), en référence à un saint homme appelé Yahia El Slimani El Yamani (arabe : يحيى السليماني اليمني), est une mosquée tunisienne située dans le faubourg nord de la médina de Tunis.

## Localisation
Elle se trouve au numéro 1 de la rue Hédi-Saïdi, près de Bab Laassal, l'une des portes de la médina.

## Étymologie

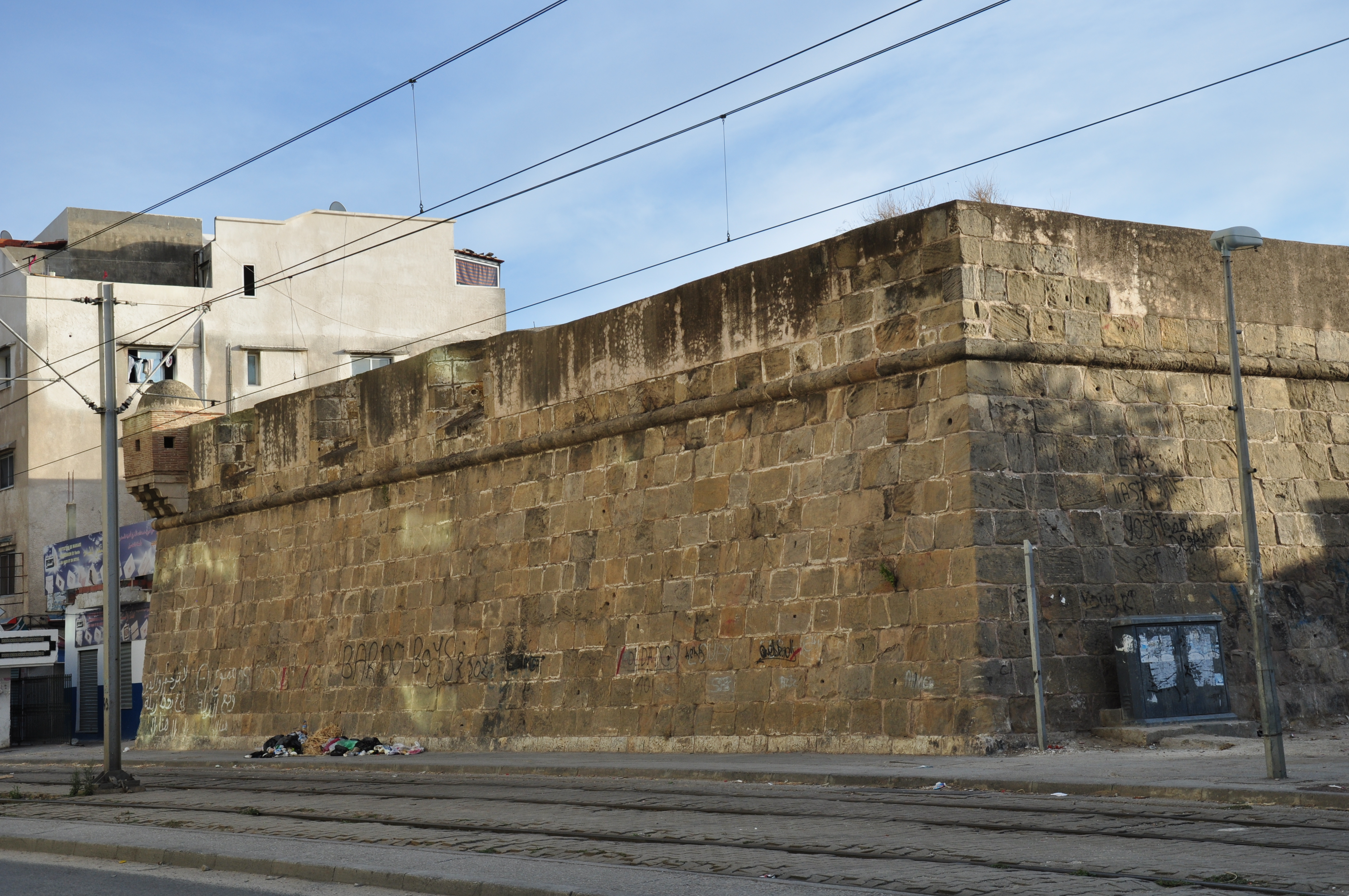
Vue du Borj Sidi Yahia

Elle tire son nom d'une tour, dite borj en arabe, qui se trouve à proximité et portant le nom du même saint homme. Celle-ci est classée comme monument par le décret n°1999-1933 du 31 août 1999.

## Histoire
Elle est construite, avec une médersa, sous le règne hafside au XIVe siècle (VIIIe siècle de l'hégire), comme indiqué sur la plaque commémorative.
Elle est restaurée en 1973-1974.

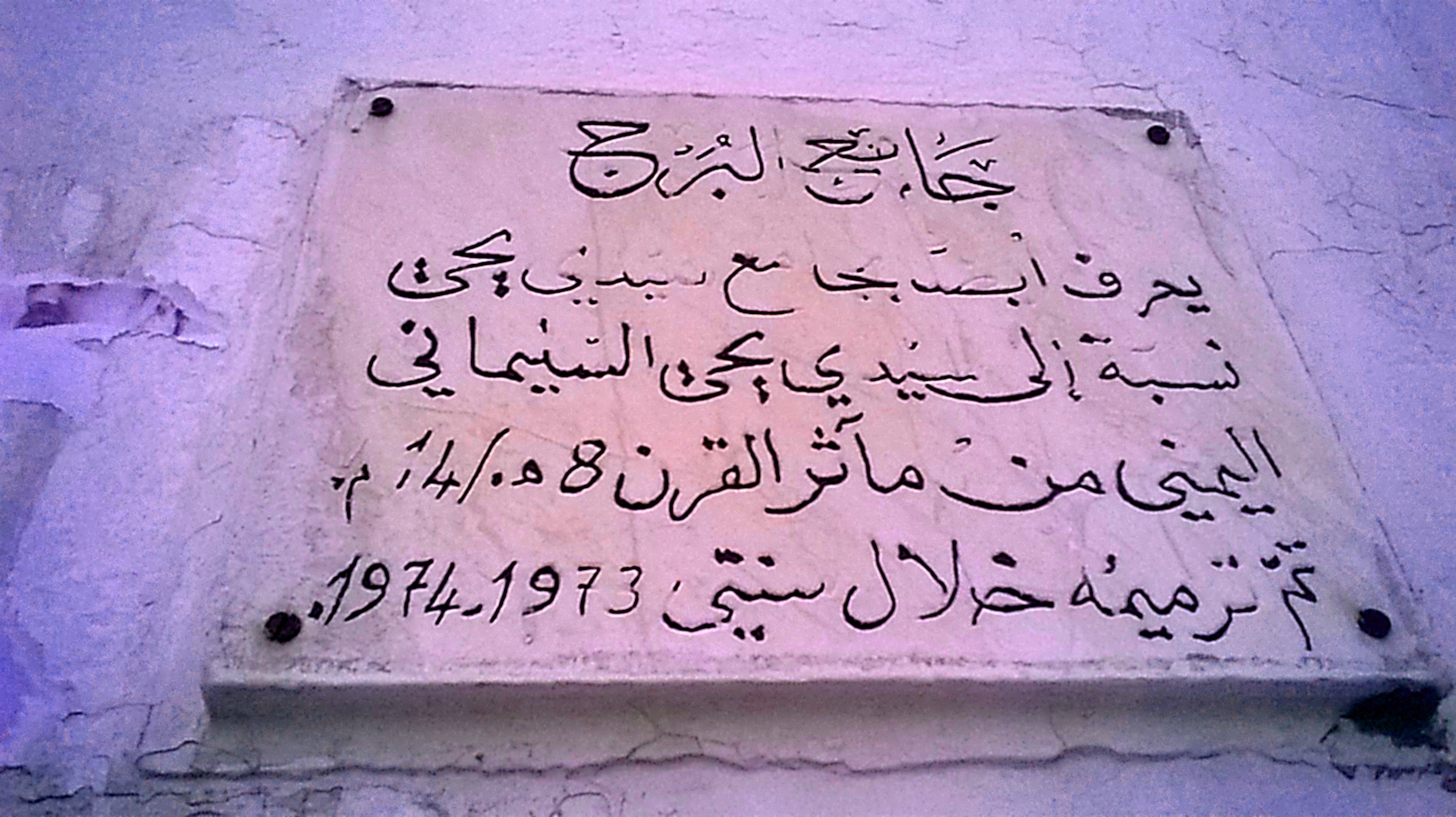
Plaque commémorative de la mosquée
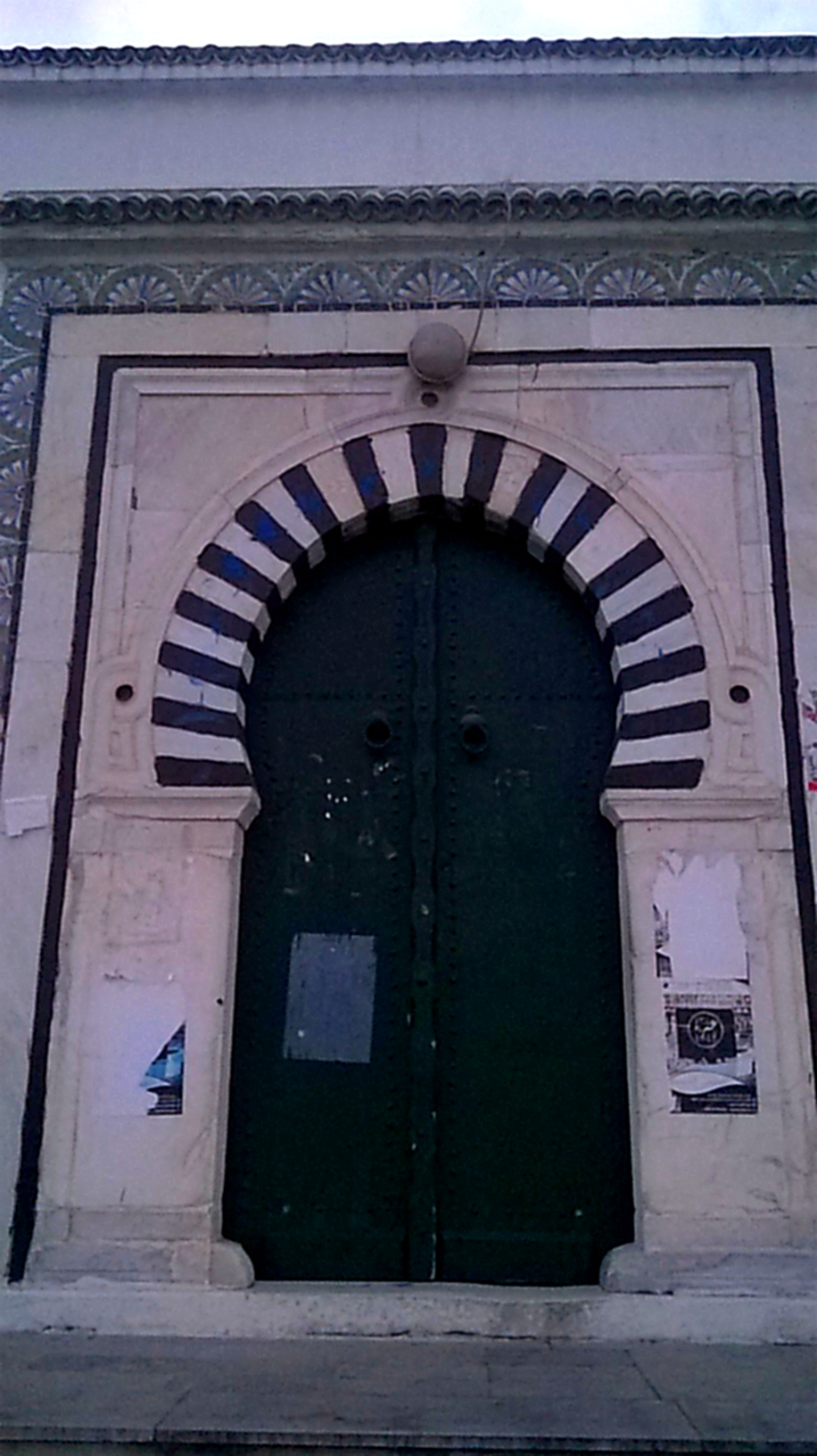
Porte principale
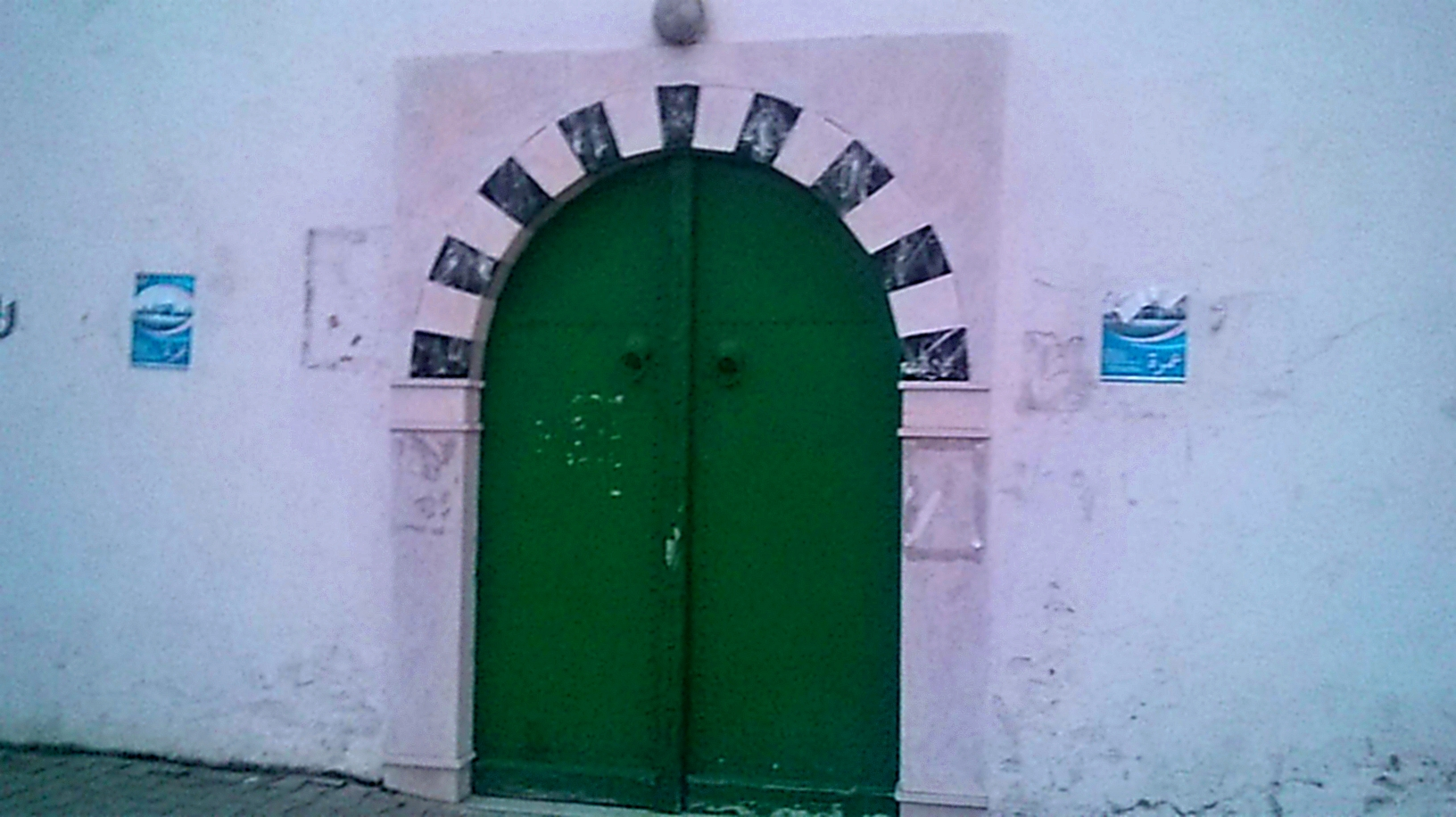
Porte périphérique
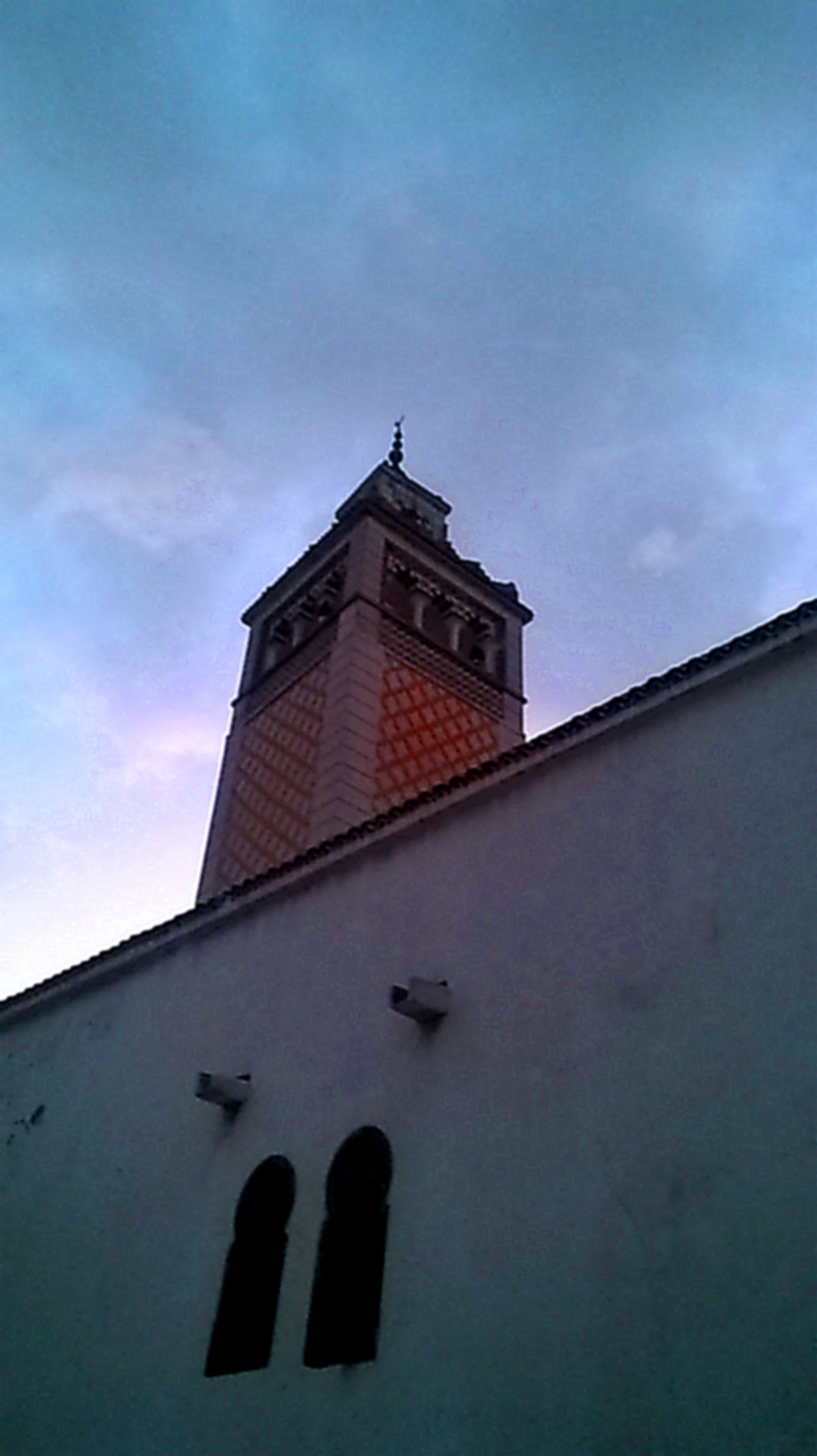
Minaret de la mosquée